# Mer-Man
Mer-Man è un personaggio immaginario creato nel 1981 da Mattel per la linea di giocattoli dei Masters of the universe (accorciato spesso in M.O.T.U., in italiano "i dominatori dell'universo").

## Serie del 1983
Mer-Man è una creatura umanoide dalla pelle blu, teoricamente un uomo-pesce, ma in alcune occasioni dipinto come una specie di uomo-rana, o uomo-salamandra. La sua action figure fa parte della prima ondata di giocattoli lanciati sul mercato nella linea dei Masters. È uno dei principali personaggi fra le file dei guerrieri diabolici. È il re di una razza di uomini-anfibi che abitano nell'oceano di Eternia. In alcune circostanze il concetto viene esteso e Mer-man è rappresentato come re di qualunque creatura marina.
Considerando la sua peculiare natura, Mer-Man è particolarmente potente sott'acqua, dove è in grado di comandare telepaticamente le creature marine. In ogni caso la sua forza fisica, benché non sia paragonabile a quella di He-Man è comunque al di sopra di un qualunque essere umano. È inoltre in grado di usare un laser in grado di congelare, anche se non è chiaro se si tratti di un'arma costruita con la tecnologia di Eternia, o un potere che fa parte della sua natura.